# Renault C

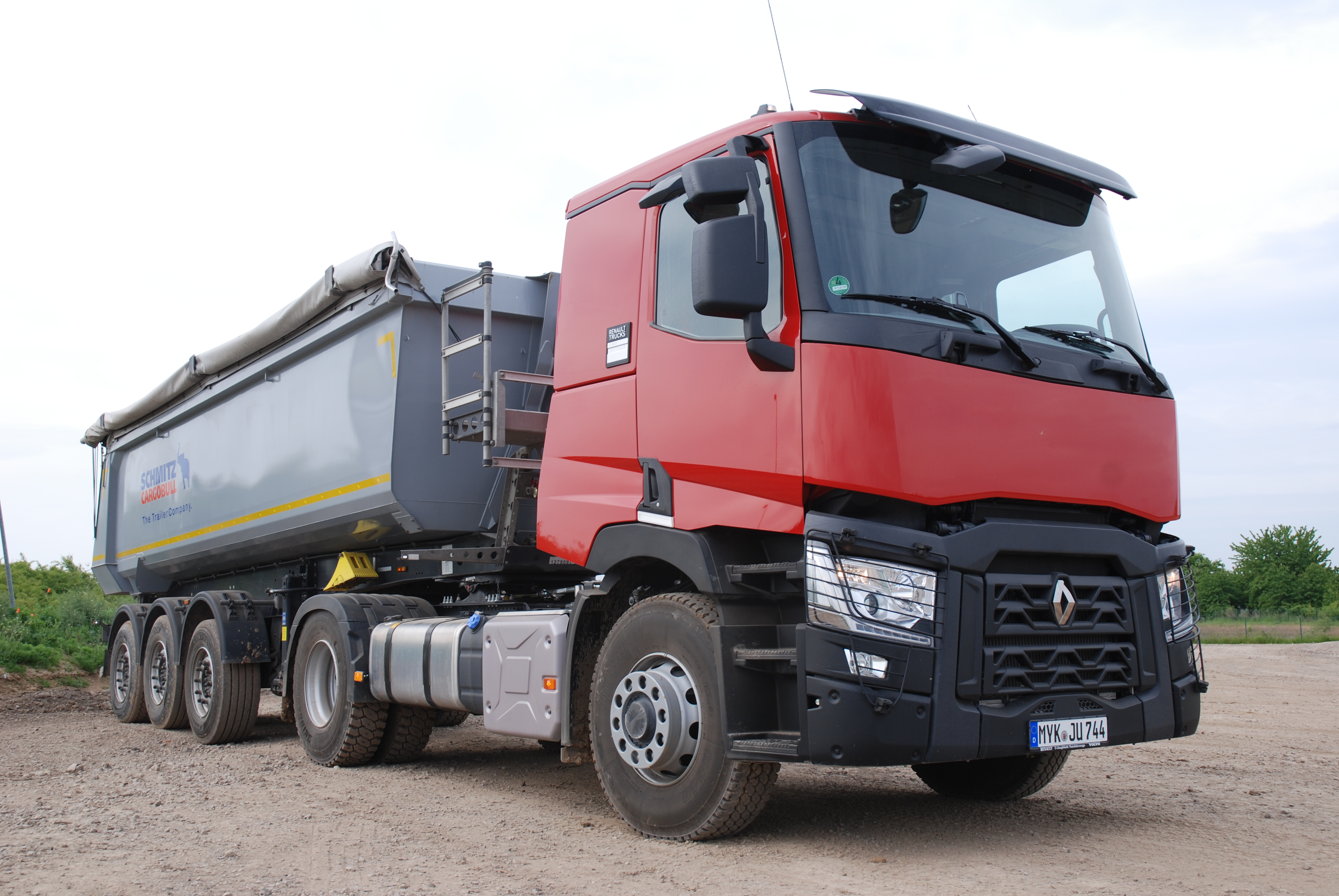
Renault C ciągnik siodłowy

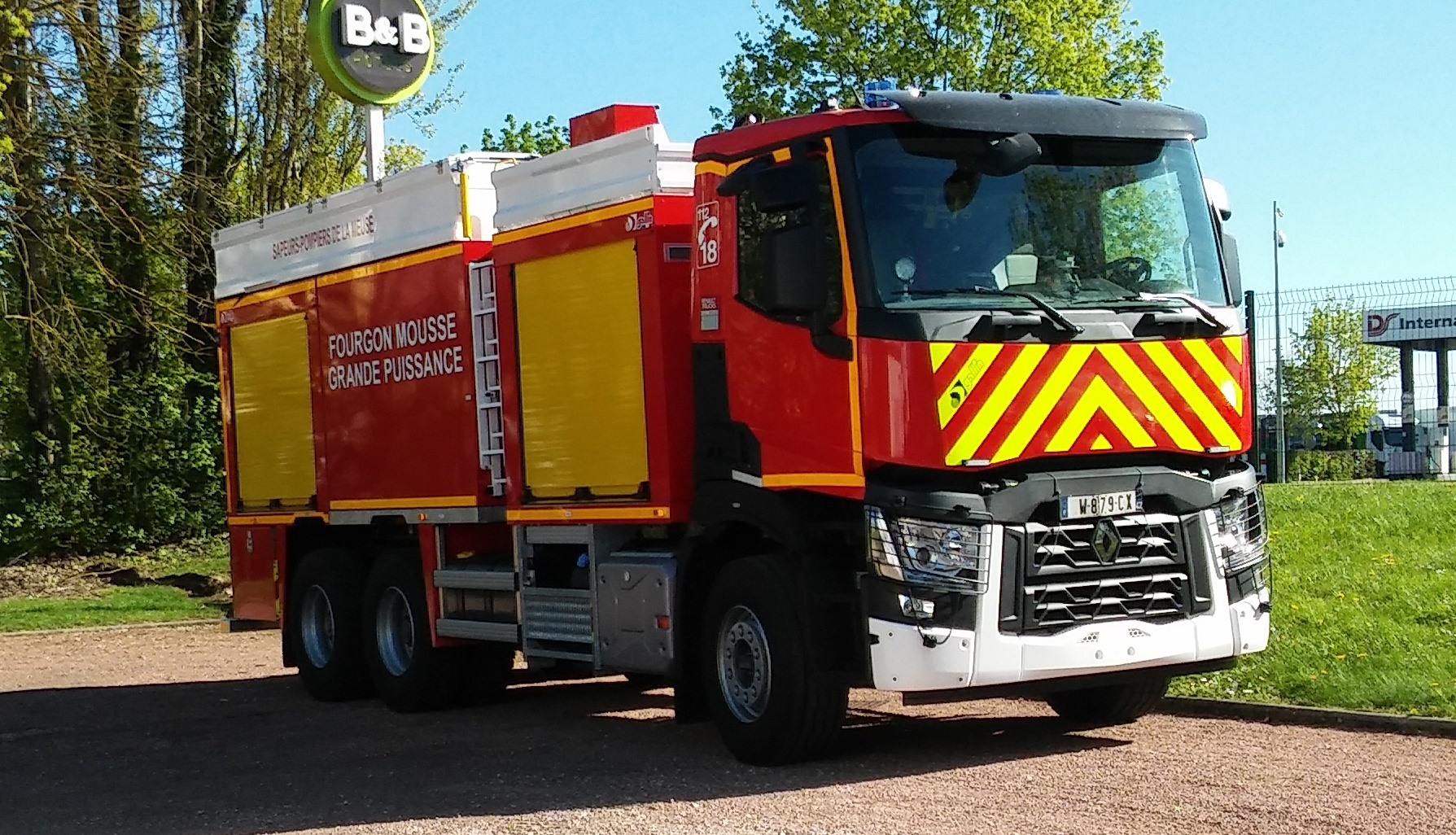
Renault C zabudowa pożarnicza

Renault C jest typoszeregiem dużych ciężarówek o wzmocnionej budowie, do użytkowania w trudniejszych warunkach. Seria C powstała jako wypełnienie luki pomiędzy pojazdami produkowanymi typowo pod warunki budowlane (Renault K), a ciężarówkami długodystansowymi (Renault T). W lżejszych wariantach serii C zastosowano mocno zmodyfikowane kabiny o szerokości 2,3 m, których konstrukcja bazuje na tych zastosowanych w Renault Kerax, cięższe modele mają kabinę o szerokości 2,5 m, taką samą jak w Renault T, ale tylko w wersjach z tunelem silnika wewnątrz. Na bazie ciężarówek z serii C często powstają specjalistyczne konfiguracje, które są dostosowywane pod wymagania klienta, jak np. bardzo lekkie podwozia, lub ciężarówki o DMCz dochodzącym do 100 t. W Renault C może zostać zamontowany dołączany napęd przedniej osi Optitrack, który przenosi napęd przy pomocy pompy hydraulicznej wysokiego ciśnienia, oraz silników hydraulicznych zamontowanych przy przednich kołach.
- C kabina 2,3 – mniejszy model w gamie z kabiną o szerokości 2,3 m, który zastąpił Renault Premium[5][6]
  - DMC 19–26 t / DMCz 60 t
  - Podwozie: 4×2, 6×2, 6×4; Ciągnik siodłowy 4×2; opcjonalny napęd Optitrack
  - Silniki:
    - DTI 8:
      - 250 KM, 950 Nm
      - 280 KM, 1050 Nm
      - 320 KM, 1200 Nm

    - DTI 11:
      - 380 KM, 1800 Nm
      - 430 KM, 2050 Nm
      - 460 KM, 2200 Nm

  - Skrzynia biegów:
    - manualna 9, 14 biegów
    - zautomatyzowana 12 biegów
    - automatyczna 6 biegów

  - Kabiny: dzienna, niska przedłużona, niska długa, wysoka sypialna

- C kabina 2,5 – największy model w gamie z kabiną o szerokości 2,5 m, który zastąpił częściowo Renault Premium i Renault Kerax[5][6]
  - DMC 19–33 t / DMCz 60–100 t
  - Podwozie 4×2, 6×2, 6×4, 8×2, 8×4, 8×6; Ciągnik siodłowy 4×2, 6×4; opcjonalny napęd Optitrack
  - Silniki:
    - DTI 11:
      - 380 KM, 1800 Nm
      - 430 KM, 2050 Nm
      - 460 KM, 2200 Nm

    - DTI 13:
      - 440 KM, 2200 Nm
      - 480 KM, 2400 Nm
      - 520 KM, 2550 Nm

  - Skrzynia biegów:
    - manualna 9, 14 biegów
    - zautomatyzowana 12 biegów
    - automatyczna 6 biegów

  - Kabiny: dzienna, niska długa, wysoka sypialna